# Corcovado ruber
Corcovado ruber är en skalbaggsart som först beskrevs av Bates 1881.  Corcovado ruber ingår i släktet Corcovado och familjen långhorningar. Inga underarter finns listade i Catalogue of Life.